# Birky
Birky (ukrainien : Бірки) est une commune urbaine de l'oblast de Kharkiv, en Ukraine. Elle compte 534 habitants en 2021.

## Géographie
La commune urbaine de Birky se trouve au sud et à distance de la rivière Mja. La rivière Mja est un affluent du Donets, dans le bassin hydrographique du fleuve Don. La commune se trouve à 36 kilomètres au sud-sud-ouest de la ville de Kharkiv.